# Rivalitatea Dinamo–Rapid (fotbal)
Rivalitatea FC Dinamo București–FC Rapid București, este o rivalitate interurbană între cluburile profesioniste românești de fotbal Dinamo București și Rapid București, două dintre cele mai de succes cluburi din România.

## Context și istoric
Rapid București a fost fondat pe 25 iunie 1923 de către un grup de muncitori de la Atelierele Grivița sub numele de Asociația culturală și sportivă C.F.R..
După încheierea celui de-al Doilea Război Mondial, a luat ființă și Dinamo București, 25 de ani mai târziu, în mai 1948, când Unirea Tricolor București, o echipă din prima divizie, preluată în luna ianuarie a aceluiași an de Ministerul Afacerilor Interne, a fuzionat cu echipa Ciocanul București (fosta Maccabi București) din Divizia A.
Rapid, cunoscută sub numele de CFR la începutul existenței sale, a fost una dintre echipele de top ale Campionatului României în perioada interbelică, fiind vicecampioană națională în patru ocazii până la intrarea României în cel de-al Doilea Război Mondial. Primul meci dintre cele două echipe a avut loc pe 9 septembrie 1948 în etapa a IV-a a Diviziei A 1948-1949, încheiat cu scorul de 2-1 pentru Rapid (pe atunci, Rapid era numit „CFR”).
Cele două echipe, alături de FCSB, se remarcă prin dominația lor în fotbalul românesc (cele trei echipe din capitala României sunt denumite adesea drept „cei trei granzi ai fotbalului românesc”). Din punct de vedere al numărului de trofee, situația este înclinată în favoarea lui Dinamo: Dinamo a devenit de 18 ori campioana națională a României, pe când Rapid a cucerit titlul național doar de trei ori; ambele cluburi au câștigat de același număr de ori Cupa României, 13; Rapid a cucerit Supercupa României de patru ori, pe când Dinamo a câștigat-o doar de două ori. Pe plan internațional, cea mai bună performanță pentru Dinamo o reprezintă atingerea semifinalelor Cupei Campionilor Europeni în sezonul 1983-1984 și a Cupei Cupelor în sezonul 1989-1990; Rapid a ajuns în finala Cupei Mitropa în 1940, însă nu a mai disputat-o din cauza izbucnirii celui de-al Doilea Război Mondial, a câștigat de două ori Cupa Balcanică, în 1964 și 1966, iar după Revoluția Română din 1989 a atins sferturile de finală ale Cupei UEFA 2005-2006, fiind eliminată chiar de FCSB.

### Trofee
| Competiție           | Dinamo | Rapid |
| -------------------- | ------ | ----- |
| Campionatul României | 18     | 3     |
| Cupa României        | 13     | 13    |
| Cupa Ligii           | 1      | 1     |
| Supercupa României   | 2      | 4     |
| Cupa Balcanică       | 0      | 2     |
| Total                | 34     | 23    |

## Fotbaliști care au evoluat pentru ambele cluburi

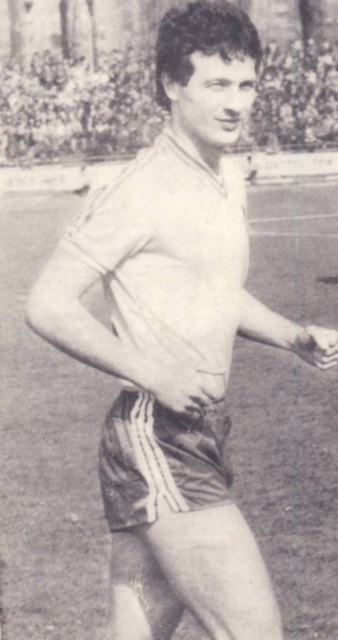
Mircea Rednic a evoluat în 212 meciuri pentru Dinamo și în 89 de meciuri pentru Rapid în campionat.

| \| Jucător \| Poz. \| Dinamo \| Rapid \| \| --------------- \| ---- \| ------------------------------- \| --------------------- \| \| Florin Bratu \| A \| 2005–2006, 2007–2010 \| 2000–2003 \| \| Emilian Dolha \| P \| 2008–2011 \| 2000–2006 \| \| Ionel Ganea \| A \| 2006 \| 1999, 2007 \| \| Dragoș Grigore \| F \| 2008–2014 \| 2021–2024 \| \| Ștefan Grigorie \| M \| 2002–2006 \| 2007–2013 \| \| Daniel Iftodi \| M \| 1998–2000 \| 1997–1998, 2000–2001 \| \| Bogdan Lobonț \| P \| 1997–1999 \| 2002, 2007–2010 \| \| Dănuț Lupu \| M \| 1987–1990, 1995–1997, 2000–2001 \| 1994, 1995, 1997–2000 \| \| Viorel Moldovan \| A \| 1993–1995 \| 2006–2007 \| \| Mircea Rednic \| F \| 1983–1990 \| 1997–2000 \| \| Ovidiu Sabău \| M \| 1988–1990 \| 1998–2000, 2001–2003 \| \| Ianis Zicu \| M \| 2001–2003, 2005–2006, 2007–2010 \| 2006–2007 \| \| Sursa:[6] \| \| \| \| |      |                                 |                       |
| Jucător | Poz. | Dinamo                          | Rapid                 |
| Florin Bratu | A    | 2005–2006, 2007–2010            | 2000–2003             |
| Emilian Dolha | P    | 2008–2011                       | 2000–2006             |
| Ionel Ganea | A    | 2006                            | 1999, 2007            |
| Dragoș Grigore | F    | 2008–2014                       | 2021–2024             |
| Ștefan Grigorie | M    | 2002–2006                       | 2007–2013             |
| Daniel Iftodi | M    | 1998–2000                       | 1997–1998, 2000–2001  |
| Bogdan Lobonț | P    | 1997–1999                       | 2002, 2007–2010       |
| Dănuț Lupu | M    | 1987–1990, 1995–1997, 2000–2001 | 1994, 1995, 1997–2000 |
| Viorel Moldovan | A    | 1993–1995                       | 2006–2007             |
| Mircea Rednic | F    | 1983–1990                       | 1997–2000             |
| Ovidiu Sabău | M    | 1988–1990                       | 1998–2000, 2001–2003  |
| Ianis Zicu | M    | 2001–2003, 2005–2006, 2007–2010 | 2006–2007             |
| Sursa: |      |                                 |                       |

## Rezultatele confruntărilor directe

Diagrama pozițiilor anuale ale lui Dinamo și ale Rapidului din 1932 și până în 2024.

| Competiții           | Meciuri | Victorii Dinamo | Egaluri | Victorii Rapid | Goluri Dinamo | Goluri Rapid |
| -------------------- | ------- | --------------- | ------- | -------------- | ------------- | ------------ |
| Campionatul României | 119     | 50              | 29      | 40             | 193           | 176          |
| Cupa României        | 9       | 5               | 0       | 4              | 19            | 15           |
| Supercupa României   | 3       | 0               | 0       | 3              | 2             | 4            |
| Total                | 131     | 55              | 29      | 47             | 214           | 195          |

### Toate meciurile
Toate meciurile cunoscute, până la 12 mai 2025.
     Victorie Dinamo București
     Egal
     Victorie Rapid București

#### Campionat
| Sezon   | Dinamo vs Rapid    | Dinamo vs Rapid | Dinamo vs Rapid | Dinamo vs Rapid | Rapid vs Dinamo    | Rapid vs Dinamo | Rapid vs Dinamo            | Rapid vs Dinamo |
| Sezon   | Data               | Etapă           | Stadion         | Scor            | Data               | Etapă           | Stadion                    | Scor            |
| ------- | ------------------ | --------------- | --------------- | --------------- | ------------------ | --------------- | -------------------------- | --------------- |
| 1948–49 | 9 septembrie 1948  | 4/26            | Necunoscut      | 0–1             | 2 aprilie 1949     | 17/26           | Potcoava                   | 5–2             |
| 1950    | 2 septembrie 1950  | 15/22           | Necunoscut      | 3–5             | 10 aprilie 1950    | 4/22            | Potcoava                   | 4–2             |
| 1951    | 1 septembrie 1951  | 13/22           | Necunoscut      | 5–1             | 31 martie 1951     | 2/22            | Potcoava                   | 2–3             |
| 1953    | 20 septembrie 1953 | 15/22           | Dinamo          | 2–1             | 5 aprilie 1953     | 4/22            | Potcoava                   | 2–0             |
| 1954    | 7 noiembrie 1954   | 23/26           | Dinamo          | 2–1             | 30 mai 1954        | 10/26           | Potcoava                   | 2–2             |
| 1956    | 7 octombrie 1956   | 21/24           | Dinamo          | 2–3             | 13 mai 1956        | 8/24            | Potcoava                   | 2–3             |
| 1957-58 | 30 martie 1958     | 14/22           | Dinamo          | 0–1             | 1 septembrie 1957  | 3/22            | Potcoava                   | 0–4             |
| 1958-59 | 16 noiembrie 1958  | 9/22            | Dinamo          | 2–3             | 31 mai 1959        | 20/22           | Potcoava                   | 2–3             |
| 1959-60 | 5 iunie 1960       | 20/22           | Dinamo          | 2–0             | 25 octombrie 1959  | 9/22            | Potcoava                   | 1–0             |
| 1960-61 | 16 octombrie 1960  | 7/26            | Dinamo          | 0–0             | 30 aprilie 1961    | 20/26           | Potcoava                   | 2–1             |
| 1961-62 | 1 aprilie 1962     | 16/26           | Dinamo          | 0–1             | 3 septembrie 1961  | 3/26            | Potcoava                   | 1–2             |
| 1962-63 | 31 martie 1963     | 18/28           | Dinamo          | 1–1             | 2 septembrie 1962  | 3/28            | Potcoava                   | 2–1             |
| 1963-64 | 21 iunie 1964      | 24/26           | 23 August       | 5–2             | 18 martie 1964     | 11/26           | 23 August                  | 0–2             |
| 1964-65 | 24 decembrie 1964  | 3/26            | Dinamo          | 3–1             | 28 martie 1965     | 16/26           | 23 August                  | 1–0             |
| 1965-66 | 5 septembrie 1965  | 4/26            | Dinamo          | 0–2             | 10 aprilie 1966    | 17/26           | Potcoava                   | 0–0             |
| 1966-67 | 2 octombrie 1966   | 7/26            | 23 August       | 2–1             | 16 aprilie 1967    | 20/26           | 23 August                  | 2–0             |
| 1967-68 | 5 noiembrie 1967   | 11/26           | 23 August       | 3–2             | 29 mai 1968        | 24/26           | Potcoava                   | 1–3             |
| 1968-69 | 29 septembrie 1968 | 8/30            | 23 August       | 2–3             | 26 aprilie 1969    | 23/30           | 23 August                  | 1–0             |
| 1969-70 | 20 noiembrie 1969  | 12/30           | Dinamo          | 0–2             | 12 iulie 1970      | 27/30           | Potcoava                   | 1–2             |
| 1970-71 | 9 iunie 1971       | 27/30           | 23 August       | 1–1             | 28 noiembrie 1970  | 12/30           | 23 August                  | 1–1             |
| 1971-72 | 2 aprilie 1972     | 19/30           | Dinamo          | 1–0             | 11 septembrie 1971 | 4/30            | Potcoava                   | 2–1             |
| 1972-73 | 13 mai 1973        | 23/30           | 23 August       | 0–2             | 21 octombrie 1972  | 8/30            | 23 August                  | 0–0             |
| 1973-74 | 5 mai 1974         | 26/34           | 23 August       | 1–1             | 7 octombrie 1973   | 9/34            | 23 August                  | 0–1             |
| 1975-76 | 22 octombrie 1975  | 7/34            | Dinamo          | 3–1             | 25 aprilie 1976    | 24/34           | 23 August                  | 2–5             |
| 1976-77 | 19 septembrie 1976 | 6/34            | 23 August       | 3–1             | 1 mai 1977         | 23/34           | 23 August                  | 1–0             |
| 1983-84 | 29 februarie 1984  | 21/34           | 23 August       | 1–0             | 18 septembrie 1983 | 4/34            | 23 August                  | 1–2             |
| 1984-85 | 14 octombrie 1984  | 8/34            | 23 August       | 1–1             | 14 aprilie 1985    | 25/34           | 23 August                  | 2–3             |
| 1985-86 | 6 octombrie 1985   | 9/34            | 23 August       | 2–1             | 27 aprilie 1986    | 26/34           | Rapid-Giulești             | 1–0             |
| 1986-87 | 14 decembrie 1986  | 17/34           | Dinamo          | 2–0             | 25 iunie 1987      | 34/34           | Rapid-Giulești             | 4–3             |
| 1987-88 | 25 mai 1988        | 30/34           | Dinamo          | 5–2             | 28 noiembrie 1987  | 13/34           | Rapid-Giulești             | 0–1             |
| 1988-89 | 17 septembrie 1988 | 6/34            | Dinamo          | 6–0             | 3 iunie 1989       | 29/34           | Rapid-Giulești             | 2–6             |
| 1990-91 | 9 decembrie 1990   | 17/34           | Dinamo          | 1–0             | 23 iunie 1991      | 34/34           | Rapid-Giulești             | 0–0             |
| 1991-92 | 9 mai 1992         | 27/34           | Dinamo          | 4–4             | 27 octombrie 1991  | 10/34           | Rapid-Giulești             | 0–3             |
| 1992-93 | 20 septembrie 1992 | 7/34            | Dinamo          | 2–1             | 17 aprilie 1993    | 24/34           | Rapid-Giulești             | 2–0             |
| 1993-94 | 25 septembrie 1993 | 7/34            | Dinamo          | 3–1             | 9 martie 1994      | 24/34           | Rapid-Giulești             | 0–0             |
| 1994-95 | 3 decembrie 1994   | 15/34           | Dinamo          | 2–0             | 10 iunie 1995      | 32/34           | Rapid-Giulești             | 2–2             |
| 1995-96 | 20 aprilie 1996    | 34/34           | Dinamo          | 1–1             | 25 noiembrie 1995  | 17/34           | Rapid-Giulești             | 2–0             |
| 1996-97 | 31 mai 1997        | 32/34           | Dinamo          | 2–0             | 16 noiembrie 1996  | 15/34           | Rapid-Giulești             | 3–0             |
| 1997-98 | 6 august 1997      | 2/34            | Dinamo          | 0–2             | 7 decembrie 1997   | 19/34           | Rapid-Giulești             | 2–0             |
| 1998-99 | 9 mai 1999         | 28/34           | Dinamo          | 0–1             | 25 octombrie 1998  | 11/34           | Rapid-Giulești             | 1–4             |
| 1999-00 | 17 octombrie 1999  | 12/34           | Dinamo          | 2–1             | 15 aprilie 2000    | 29/34           | Rapid-Giulești             | 4–0             |
| 2000-01 | 13 august 2000     | 2/30            | Dinamo          | 0–0             | 18 martie 2001     | 17/30           | Rapid-Giulești             | 2–2             |
| 2001-02 | 7 martie 2002      | 17/30           | Dinamo          | 3–2             | 12 august 2001     | 2/30            | Giulești-Valentin Stănescu | 2–2             |
| 2002-03 | 13 aprilie 2003    | 21/30           | Dinamo          | 0–2             | 28 septembrie 2002 | 6/30            | Giulești-Valentin Stănescu | 3–1             |
| 2003-04 | 26 octombrie 2003  | 10/30           | Dinamo          | 3–4             | 9 mai 2004         | 25/30           | Giulești-Valentin Stănescu | 2–3             |
| 2004-05 | 15 mai 2005        | 26/30           | Dinamo          | 2–2             | 24 octombrie 2004  | 11/30           | Giulești-Valentin Stănescu | 2–1             |
| 2005-06 | 25 septembrie 2005 | 7/30            | Dinamo          | 5–2             | 12 aprilie 2006    | 22/30           | Giulești-Valentin Stănescu | 3–0             |
| 2006-07 | 1 octombrie 2006   | 10/34           | Dinamo          | 3–1             | 22 aprilie 2007    | 27/34           | Giulești-Valentin Stănescu | 1–4             |
| 2007-08 | 11 noiembrie 2007  | 15/34           | Dinamo          | 0–2             | 26 aprilie 2008    | 32/34           | Giulești-Valentin Stănescu | 1–2             |
| 2008-09 | 4 aprilie 2009     | 22/34           | Dinamo          | 3–0             | 24 august 2008     | 5/34            | Giulești-Valentin Stănescu | 2–1             |
| 2009-10 | 8 noiembrie 2009   | 13/34           | Dinamo          | 1–1             | 2 mai 2010         | 30/34           | Giulești-Valentin Stănescu | 2–2             |
| 2010-11 | 15 august 2010     | 4/34            | Dinamo          | 3–2             | 12 martie 2011     | 21/34           | Giulești-Valentin Stănescu | 0–0             |
| 2011-12 | 18 septembrie 2011 | 7/34            | Dinamo          | 0–0             | 1 aprilie 2012     | 24/34           | Giulești-Valentin Stănescu | 0–0             |
| 2012-13 | 22 octombrie 2012  | 4/34            | Dinamo          | 2–1             | 3 martie 2013      | 21/34           | Giulești-Valentin Stănescu | 0–1             |
| 2014-15 | 11 aprilie 2015    | 26/34           | Dinamo          | 2–0             | 27 septembrie 2014 | 9/34            | Giulești-Valentin Stănescu | 0–3             |
| 2021-22 | 23 octombrie 2021  | 13/30           | Dinamo          | 1–1             | 26 februarie 2022  | 28/30           | Arena Națională            | 1–1             |
| 2021-22 |                    |                 |                 |                 | 13 martie 2022     | 1/9 (PT)        | Orășenesc (Mioveni)        | 3–1             |
| 2023-24 | 27 ianuarie 2024   | 23/30           | Arena Națională | 1–2             | 1 septembrie 2023  | 8/30            | Rapid-Giulești             | 4–0             |
| 2024-25 | 22 decembrie 2024  | 21/30           | Arena Națională | 1–1             | 18 august 2024     | 6/30            | Rapid-Giulești             | 1–1             |
| 2024-25 | 12 mai 2025        | 8/10 (PO)       | Arena Națională | 0–0             | 6 aprilie 2025     | 3/10 (PO)       | Arena Națională            | 1–0             |
| Sezon   | Data               | Etapă           | Stadion         | Scor            | Data               | Etapă           | Stadion                    | Scor            |
| Sezon   | Dinamo vs Rapid    | Dinamo vs Rapid | Dinamo vs Rapid | Dinamo vs Rapid | Rapid vs Dinamo    | Rapid vs Dinamo | Rapid vs Dinamo            | Rapid vs Dinamo |

#### Cupa României
| # | Sezon   | Dată              | Faza competiției        | Echipa gazdă | Rezultat   | Echipa oaspete | Goluri (gazde)                                                | Goluri (oaspeți)                   |
| - | ------- | ----------------- | ----------------------- | ------------ | ---------- | -------------- | ------------------------------------------------------------- | ---------------------------------- |
| 1 | 1958-59 | 3 iunie 1959      | Semifinale              | Dinamo       | 5–3        | Rapid          | –                                                             | –                                  |
| 2 | 1967-68 | 16 iunie 1968     | Finala                  | Dinamo       | 3–1 (d.p.) | Rapid          | F. Dumitrache (78'), M. Lucescu (115', 116')                  | Constantin Năsturescu (70')        |
| 3 | 1974-75 | 13 noiembrie 1974 | Șaisprezecimi de finală | Rapid        | 2–1        | Dinamo         | –                                                             | –                                  |
| 4 | 1979-80 | 9 decembrie 1979  | Șaisprezecimi de finală | Rapid        | 2–1        | Dinamo         | –                                                             | –                                  |
| 5 | 1997-98 | 25 martie 1998    | Semifinale              | Rapid        | 2–1        | Dinamo         | –                                                             | –                                  |
| 6 | 2000-01 | 30 noiembrie 2000 | Sferturi de finală      | Rapid        | 1–2        | Dinamo         | –                                                             | –                                  |
| 7 | 2001-02 | 5 iunie 2002      | Finala                  | Rapid        | 2–1        | Dinamo         | M. Măldărășanu (74'), D. Pancu (85')                          | Ionel Dănciulescu (90+3')          |
| 8 | 2008-09 | 15 aprilie 2009   | Sferturi de finală      | Dinamo       | 4–2        | Rapid          | D. Perjă (19'; a.g.), G. Boștină (37'), M. Niculae (67', 80') | C. Lazăr (11'), J. Andrade (90+3') |
| 9 | 2011-12 | 23 mai 2012       | Finala                  | Rapid        | 0–1        | Dinamo         | –                                                             | Adrian Scarlatache (58')           |

### Supercupa României
| # | Ediție | Dată           | Stadion  | Dinamo | Rapid      | Goluri (Dinamo)          | Goluri (Rapid)                 |
| - | ------ | -------------- | -------- | ------ | ---------- | ------------------------ | ------------------------------ |
| 1 | 2002   | 10 august 2002 | Național | 1      | 2          | Vlad Munteanu (40')      | F. Bratu (18'), D. Perjă (71') |
| 2 | 2003   | 2 august 2003  | Național | 0      | 1 (g.a.)   | –                        | Robert Niță (92')              |
| 3 | 2007   | 25 iulie 2007  | Național | 1 (5)  | 1 (6 l.d.) | Ionel Dănciulescu (116') | Lucian Burdujan (109')         |